# Jerzy Kraska
Jerzy Kraska (* 24. Dezember 1951 in Płock) ist ein ehemaliger polnischer Fußballspieler.

## Karriere

### Beginn
Kraska schloss sich im Alter von zwölf Jahren dem in seinem Geburtsort ansässigen MKS Mazovia Płock an, für den er zuletzt in der A-Klasse Masowiens spielte. Im Sommer 1968 wurde er aufgrund seiner Fähigkeiten von Trainer Jerzy Słaboszewski in das zentrale Trainingslager der Juniorennationalmannschaft berufen. Mit fortschreitender Entwicklung wurde ihm im Jahr 1969 angeboten zur „Garde Warschaus“ zu wechseln, was auch geschah. Bereits nach seinem Debüt gegen KS Cracovia fühlte er sich überfordert und bat um Veränderung. Andrzej Strejlau, Trainer der U23-Nationalmannschaft, nahm ihn für sechs Monate in dieser auf und förderte seine Entwicklung.

### Vereine
Ab der Saison 1970/71 mit nunmehr 16 Punktspielen, steigerte er seine Anzahl bis Saisonende 1982/83 auf insgesamt 251, in denen er drei Tore erzielte – zwei in der Saison 1972/73 und ein in der Saison 1973/74. Mit dem Erstliganeuling, der sich als Fahrstuhlmannschaft entwickeln sollte, konnte er sich bis Saisonende 1974/75 in der 1. Liga halten. Als Sieger aus der 2. Liga Nord 1978 in die 1. Liga zurückgekehrt, folgte der zweite Abstieg umgehend am Saisonende. Als Sieger aus der 2. Liga Ost 1981 in die 1. Liga zurückgekehrt, folgte der dritte Abstieg am Ende der Folgesaison. Als unterlegener Pokalfinalist (0:2 gegen Meister Ruch Chorzów) nahm er mit seiner Mannschaft am Wettbewerb um den Europapokal der Pokalsieger teil. Er bestritt die beiden Erstrundenbegegnungen mit dem FC Bologna und das Zweitrundenrückspiel bei der PSV Eindhoven. Im Wettbewerb um den Intertoto-Cup wurde er bei der 4. Ausspielung 1970 und der 16. Ausspielung 1982 eingesetzt.
Danach begab er sich ins Ausland und kam für den finnischen Erstligisten Kuopion PS in zwei aufeinanderfolgenden Spielzeiten von 1983 bis 1984 in der Mestaruussarja in insgesamt 48 Punktspielen zum Einsatz.
Nach Polen zurückgekehrt, ließ er seine Spielerkarriere bei Gwardia Warszawa in der Zweitligasaison 1985/86 ausklingen.

### Nationalmannschaft
Kraska spielte siebenmal für die A-Nationalmannschaft; er debütierte am 10. Mai 1972 in Posen beim torlosen Remis gegen die Schweizer Nationalmannschaft. In seinem zweiten Länderspieleinsatz am 15. Oktober 1972 in Bydgoszcz erlebte er einen 3:0-Sieg über die Nationalmannschaft der ČSSR. Seinen letzten Einsatz als Nationalspieler hatte er am 16. Mai 1973 in Wrocław beim 2:0-Sieg über die Nationalmannschaft Irlands. Für die anstehende Weltmeisterschaft 1974 wurde er in den ersten beiden Spielen der Qualifikationsgruppe 5 eingesetzt, gehörte jedoch nicht zum Aufgebot für das Turnier.
Dennoch ist er in Deutschland zwei Jahre zuvor im olympischen Fußballturnier zum Einsatz gekommen. Er bestritt alle Spiele der Gruppe 4, aus der er mit seiner Auswahl als Sieger hervorgegangen war, wie auch in der Gruppe B der Zwischenrunde, in der er die beiden Spiele gegen die Auswahlen der Sowjetunion und Marokkos bestritt. Das im Olympiastadion München am 10. September 1972 vor 80.000 Zuschauern gegen die Auswahl Ungarns ausgetragene Finale hatte er mit seiner Mannschaft mit 2:1 gewonnen.

## Erfolge
- Olympische Goldmedaille 1972
- Polnischer Pokal-Finalist 1974